# Peninsularia capensis
Peninsularia capensis är en mångfotingart som beskrevs av Christoph D. Schubart 1956. Peninsularia capensis ingår i släktet Peninsularia och familjen Dalodesmidae. Inga underarter finns listade i Catalogue of Life.